# Noyelles-sur-Selle
Noyelles-sur-Selle – miejscowość i gmina we Francji, w regionie Hauts-de-France, w departamencie Nord.
Według danych na rok 1990 gminę zamieszkiwało 820 osób, a gęstość zaludnienia wynosiła 162 osób/km² (wśród 1549 gmin regionu Nord-Pas-de-Calais Noyelles-sur-Selle plasuje się na 621. miejscu pod względem liczby ludności, natomiast pod względem powierzchni na miejscu 675.).